# Sloanea shankii
Sloanea shankii là một loài thực vật thuộc họ Elaeocarpaceae. Đây là loài đặc hữu của Honduras.